# Среден запад
Средният запад (на английски: The Midwest) е регион в САЩ. Той е един от четирите географски региони, определени от Бюрото за преброяване на населението на САЩ. Заема северната централна част на страната. До 1984 г. официално се нарича Северен Централен регион. Населението на региона към 2012 г. възлиза на 65 377 684 души, като Чикаго е най-големият град в региона и третият най-голям в САЩ.
Терминът „Среден запад“ се използва от 1880-те години насам, за да обозначи части от централните щати. Икономически регионът е балансиран между тежката промишленост и селското стопанство (големи части от земята съставят американският Царевичен пояс), като финансите и услугите, като здравеопазване и образование имат нарастваща важност. Централното му местоположение го прави транспортен кръстопът за речни плавателни съдове, железопътни линии, шосета и авиолинии. Политически, регионът се колебае напред-назад между партии и следователно е силно оспорван и често решаващ на избори.

## Щати
Регионът включва 12-те щата:
- Айова
- Илинойс
- Индиана
- Канзас
- Минесота
- Мисури
- Мичиган
- Небраска
- Охайо
- Северна Дакота
- Уисконсин
- Южна Дакота